# Arabis nordmanniana
Arabis nordmanniana là một loài thực vật có hoa trong họ Cải. Loài này được (Rupr.) Rupr. mô tả khoa học đầu tiên năm 1869.